# 点天
株式会社点天（てんてん、英: Tenten Inc.）は、大阪府大阪市此花区に本社を置く、餃子の製造販売をおこなう企業である。

## 会社概要
同社が主力とする「ひとくち餃子」の製造販売を専業としている。1990年代から口コミで全国に人気が広まり、その後、現在の同社の本社工場が存在する此花区に移転し、生産を増強すると、通信販売で売り上げを伸ばすと共に、現在は全国各地の駅構内や百貨店などに店舗を構えている。
主力商品の「ひとくち餃子」は、2010年2月13日の日経PLUS1、何でもランキング「おすすめの取り寄せギョーザランキング」で1位となった。
2025年4月21日には、サンヨー食品のカップラーメンブランドである「カップスター」とのコラボレーションにより、「ひとくち餃子」の味をイメージした「カップスター 点天監修 餃子風塩ラーメン」が発売予定、点天のシンボルカラーである青色を背景色に同社のロゴが入ったパッケージ仕様となっている。

## 懸賞
- 大相撲の懸賞を出している。

## スポンサー番組

### 現在
- ANNニュース 日曜日（テレビ朝日）
- 青春ラジメニア（ラジオ関西） - ラジオ関西全体のスポンサーにもなっている。

### 過去
- つるべがおかず （ABCラジオ）
- 知っとこ!（毎日放送制作・TBS系全国ネット）
- すてきな出逢い いい朝8時（毎日放送制作・TBS系全国ネット）
- リアルタイム（同上）
- ダウンタウン・セブン（同上）

1996年頃から毎日放送が制作し、TBS系で放送されている番組でスポンサーを担当していることもあり、毎日放送との関係が深い。またこの他1179kHz、MBSラジオで日曜日に放送中の「MBSヤングタウン・座るラジオ」や、また同社のCMのナレーターに原田伸郎を起用していることもあり、原田がパーソナリティーを担当するラジオ番組のスポンサーを担当したりもしている。